# Cyclocorus lineatus
Cyclocorus lineatus là một loài rắn trong Cyclocoridae. Loài này được Reinhardt mô tả khoa học đầu tiên năm 1843.

## Phân loài
Hai phân loài được công nhận:
- Cyclocorus lineatus alcalai Leviton, 1967
- Cyclocorus lineatus lineatus (Reinhardt, 1843)